# Arménie aux Jeux olympiques d'été de 1996
L'Arménie participe aux Jeux olympiques d'été de 1996 à Atlanta. Sa délégation est composée de 32 athlètes répartis dans 11 sports et son porte-drapeau est l'haltérophiliste Aghvan Grigoryan. Au terme des Olympiades, la nation se classe 45e avec une médaille d'or et une d'argent.
C’est sa première participation en tant que nation sportive : cependant deux Arméniens avaient composé la délégation turque (ottomane) de l’Empire ottoman aux Jeux olympiques de 1912.

## Liste des médaillés arméniens

### Médailles d'or
| Sport               | Discipline         | Sportifs       | Performance |
| Médailles d'or : 1  |                    |                |             |
| Lutte gréco-romaine | Moins de 52 kg (H) | Armen Nazarian |             |

### Médailles d'argent
| Sport                  | Discipline         | Sportifs         | Performance |
| Médailles d'argent : 1 |                    |                  |             |
| Lutte libre            | Moins de 48 kg (H) | Armen Mkertchian |             |

### Médailles de bronze
Aucun athlète arménien ne remporte de médaille de bronze durant ces JO.